# František Karel Studnička

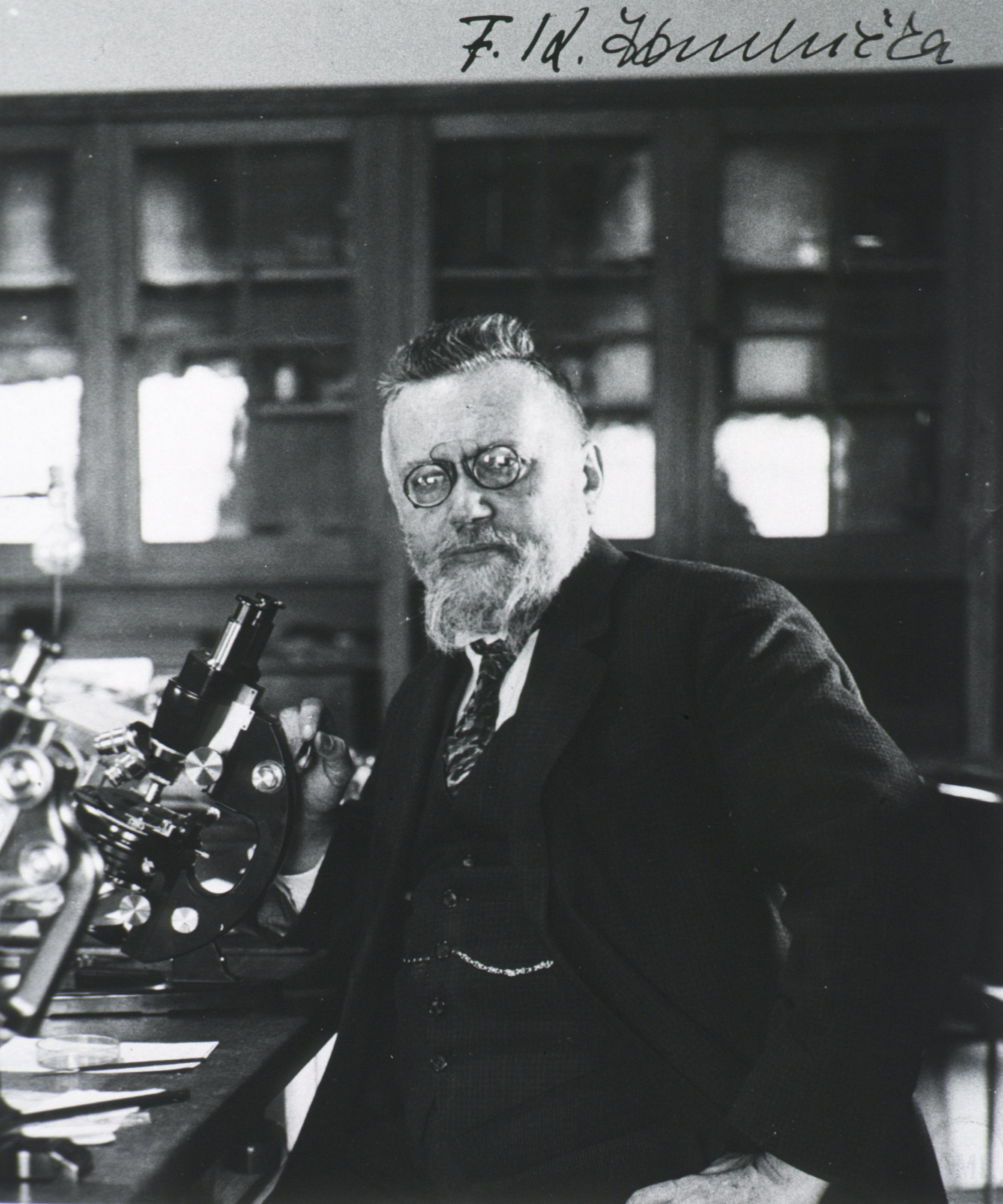
František Karel Studnička

František Karel Studnička (ur. 25 listopada 1870 w Pradze, zm. 2 sierpnia 1955 tamże) – czeski lekarz, biolog, anatom, histolog, embriolog, historyk nauki. Syn Františka Josefa Studnički. Członek Czechosłowackiej Akademii Nauk, członek korespondent Międzynarodowej Akademii Historii Nauk w Paryżu. Profesor zoologii i mikroskopii w Instytucie Technicznym w Brnie, profesor histologii i embriologii na Uniwersytecie Masaryka w Brnie, i na Uniwersytecie Karola w Pradze. Twórca tzw. teorii egzoplazmatycznej. Autor licznych prac naukowych w językach czeskim, niemieckim, francuskim, angielskim, m.in. klasycznej monografii poświęconej przysadce mózgowej, podręczników mikroskopii i histologii, rozpraw historycznych na temat Purkyněgo.

## Wybrane prace
- Die Parietalorgane. Jena: Gustav Fischer, 1905
- Nauka o buňce a plasmatu: dějiny a dnešní stav. R. Promberger, 1908
- Histologie lidského pupec̆ního provazce. Ceská akademie vĕd a umĕní, 1940
- Uvod do plasmatologie (bioplasmatiky). Pr̆írodovĕdecké vydavatelství, 1952